# Наседкин, Алексей Алексеевич
Алексе́й Алексе́евич Насе́дкин (18 февраля 1897, Москва — 26 января 1940) — советский организатор органов государственной безопасности, НКВД СССР во время Большого террора. Народный комиссар внутренних дел Белорусской ССР (1938), майор госбезопасности (20.05.1938).

## Биография
Родился в семье рабочего москательной фабрики, русский. Получил начальное образование, рано начал трудовую деятельность рабочим в Москве, и до революции политикой не интересовался. Во время Гражданской войны — в РККА на Южном фронте, в боях был контужен и дважды ранен. После войны поступил в Московский Институт народного хозяйства, и в 1923 г. был направлен на работу в Госплан СССР, где был назначен секретарём партийной ячейки.
В органах госбезопасности с 1927 г. В 1934—1935 гг. — начальник экономического отдела УГБ УНКВД Средне-Волжского края. 26 декабря присвоено звание старшего лейтенанта госбезопасности. В 1935—1937 гг. — начальник 3 отдела УГБ УНКВД Московской области.
16 апреля 1937 присвоено звание капитана госбезопасности. В 1937—1938 гг. — начальник УНКВД Смоленской области. Этот период отмечен вхождением в состав особой тройки, созданной по приказу НКВД СССР от 30.07.1937 № 00447 и активным участием в сталинских репрессиях.
В мае-декабре 1938 г. — нарком внутренних дел БССР. Руководил организацией массовых репрессий в этих регионах, инициатор проведения латышской национальной операции и создания особых троек в сентябре 1938 г. В 1938 г. осуществил «операцию» против представителей немецкого, польского, литовского и латышского национальных меньшинств. Их зачисляли в «шпионы» соответствующих стран и расстреливали..
В декабре 1937 г. был избран от Смоленской области депутатом Совета Союза Верховного Совета СССР 1-го созыва.

## Завершающий этап
20 декабря 1938 г. был арестован в том числе за фальсификацию уголовных дел, проходил по делу с Пинхусом Симановским.
25 января 1940 г. приговорён ВКВС к расстрелу за участие в антисоветском заговоре и шпионаж. Расстрелян 26 января 1940 г. Реабилитирован не был. В 1950-х годах дочери было сообщено, что Наседкин умер в лагере 8 апреля 1942 г.

## Награды
- Знак «Почётный работник ВЧК-ГПУ» (20.12.1932)
- орден Красной Звезды (11.07.1937)
- медаль «20 лет РККА» (22.02.1938)